# Esercito Popolare di Liberazione
L'Esercito Popolare di Liberazione (中国人民解放军S, Zhōnggúo Rénmín JiěfàngjūnP, abbreviato EPL o PLA) è il nome ufficiale delle forze armate della Repubblica Popolare Cinese e del Partito Comunista Cinese, che comprendono la Commissione Militare Centrale, le forze di terra del PLA, la marina militare del PLA, la forza aerea cinese, la forza missilistica e la forza di supporto strategico.
È la seconda forza militare più numerosa al mondo e, secondo Business Insider nel 2018, la seconda forza militare più potente al mondo.

## Storia

### Armata Rossa Cinese
Nel 1927 Chiang Kai-shek, leader del Kuomintang, ruppe brutalmente l'alleanza con i comunisti, facendoli massacrare a decine di migliaia nelle grandi città. Tuttavia parecchi riuscirono a sfuggire alle esecuzioni sommarie e si riorganizzarono, fondando nello stesso anno il 1º agosto l'Armata Rossa Cinese. Chiang Kai-shek, per sconfiggerla, organizzò tra il 1930 e il 1934 quattro Campagne di accerchiamento, tutte risoltesi con l'insuccesso da parte dell'Esercito Rivoluzionario Nazionale (l'esercito ufficiale della Repubblica di Cina). Nel 1934 venne lanciata allora la Quinta campagna, in cui oltre un milione di soldati nazionalisti si scontrarono con 180 000 soldati comunisti. Questi ultimi vennero messi in rotta, ma riuscirono a sfuggire all'annientamento ritirandosi per 12 000 chilometri tra l'ottobre 1934 e l'ottobre 1935, in un'impresa conosciuta come Lunga marcia.
Nel 1937, con lo scoppio della seconda guerra sino-giapponese, l'avanzata delle truppe di Tokyo, che avevano già occupato la Manciuria nel 1931 senza un'adeguata opposizione del governo nazionalista, spinse Chiang Kai-shek a stringere una precaria alleanza con l'Armata Rossa Cinese, che venne incorporata nell'esercito regolare e organizzata nell'Ottava Armata della Strada e nella Nuova Quarta Armata. Durante il conflitto, le armate comuniste furono impegnate principalmente in azioni di guerriglia, consolidando la propria presenza nei territori presidiati e reclutando nuove truppe sia tra la popolazione sia tra le file dell'esercito nazionalista.

### Esercito Popolare di Liberazione
Nel 1945 la seconda guerra mondiale si concluse con la sconfitta del Giappone e la conseguente vittoria della Cina. I contrasti tra i comunisti e i nazionalisti riemersero e nel 1946 ricominciò la guerra civile cinese. Nello stesso anno, le armate comuniste della guerra contro i giapponesi confluirono nell'Esercito Popolare di Liberazione. Nel 1949 la guerra civile si concluse con la vittoria dei comunisti, che il 1º ottobre 1949 proclamarono la fondazione della Repubblica Popolare Cinese. In dicembre i nazionalisti si rifugiarono a Taiwan e installarono il governo in esilio della Repubblica Cinese a Taipei, che fu definita 'capitale provvisoria' o anche 'capitale di guerra'.
Dopo la vittoria, il territorio cinese fu suddiviso in 6 regioni militari. Nel novembre del 1949 furono definiti i vertici dell'Aviazione dell'Esercito Popolare di Liberazione, mentre quelli della Marina dell'Esercito Popolare di Liberazione vennero nominati nell'aprile del 1950. Nello stesso anno vennero organizzate l'artiglieria, le truppe corazzate, le forze di pubblica sicurezza e le milizie dei lavoratori-soldati. In seguito vennero create le forze di difesa dalla guerra chimica, quelle ferroviarie e quelle delle comunicazioni.

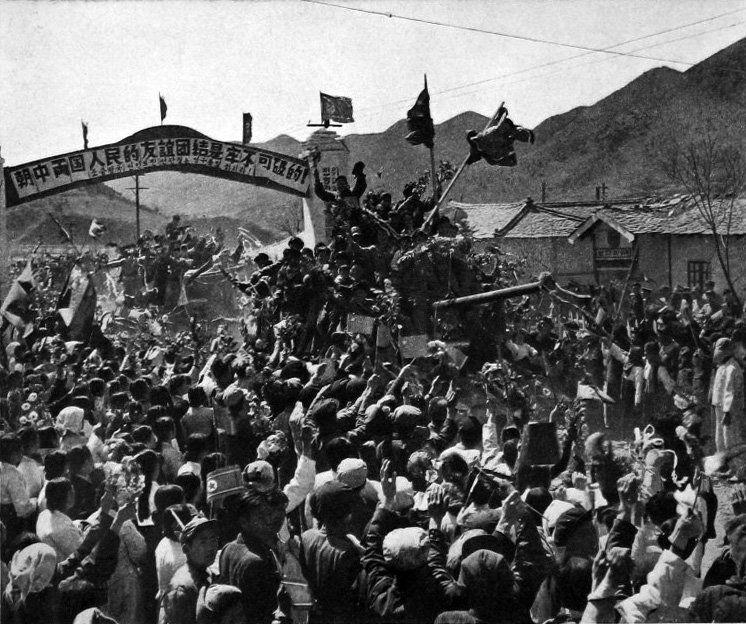
Le truppe cinesi lasciano la Corea (1958)

Negli anni cinquanta l'Unione Sovietica aiutò a modernizzare le forze armate cinesi e furono ristrutturate le regioni militari, che nel 1956 diventarono 13. Nel dopoguerra molti furono i contingenti e gli ufficiali dell'Esercito Rivoluzionario Nazionale che disertarono e che vennero arruolati nell'esercito comunista. Nel 1950, l'Esercito Popolare dei Volontari, diramazione di quello di Liberazione, fu inviato a combattere nella guerra di Corea, dove fu in grado di espellere dalla Corea settentrionale le forze dell'ONU guidate dal generale statunitense Douglas MacArthur, l'eroe della guerra contro il Giappone nel Pacifico. Arrivarono a occupare Seul, per poi essere respinte al di là del 38º parallelo. Nel 1962, l'Esercito Popolare di Liberazione fu impiegato con successo in India nella guerra sino-indiana.
Prima della Grande rivoluzione culturale, lanciata nel 1966, i comandanti delle regioni militari conservavano l'assegnamento per lunghi periodi, la loro influenza crebbe di pari passo a quella dell'esercito, e venne considerata una minaccia alla stabilità del paese. Le regioni militari passarono da 13 a 11 in quegli anni. La riorganizzazione dell'esercito e l'ammodernamento delle armi in dotazione fu l'ultima delle quattro modernizzazioni introdotte da Deng Xiaoping. Con la sua applicazione, dal 1978 vennero congedati milioni di militari e furono adottati nuovi metodi di reclutamento delle truppe, di strategia e di educazione militare. Nel 1979, l'esercito intervenne alla frontiera con il Vietnam negli scontri definiti guerra sino-vietnamita, nella quale la Cina perse più di 20 000 uomini e che si concluse con proclami di vittoria da parte di entrambi i governi.

Donna delle milizie dell'Esercito Popolare di Liberazione negli anni settanta

L'aggravarsi della crisi sino-sovietica comportò gravi scontri alle frontiere e l'appoggio reciproco delle opposizioni ai governi dei due Stati. I cinesi supportarono i mujaheddin durante l'invasione sovietica dell'Afghanistan e aumentarono le truppe nella vicina regione cinese del Xinjang, mentre i russi appoggiarono la resistenza vietnamita nel suo conflitto contro i cinesi. Parte degli armamenti difensivi contro la minaccia sovietica furono acquistati dagli Stati Uniti.
L'impegno militare in Cina è vistosamente calato negli anni ottanta per permettere maggiori investimenti da destinare allo sviluppo economico. Tale disimpegno, favorito dalla diminuzione del pericolo di invasione sovietica, si è concretizzato con la trasformazione delle forze armate da un grande apparato territoriale a uno più ridotto e meglio equipaggiato. Nel 1985 fu decisa l'ulteriore riduzione di 1 000 000 di effettivi, portata a termine nel 1987. Tra il 1985 e il 1988, le regioni militari furono ridotte a 7. La minaccia rappresentata dalla protesta di piazza Tienanmen del 1989 ha portato il governo a rivedere il ruolo dell'esercito nel paese. Negli anni seguenti gli effettivi dell'esercito sono stati ulteriormente ridotti, anche se la meccanizzazione e l'informatizzazione hanno contribuito a renderlo più efficiente.
Il presidente della Cina Jiang Zemin nel 1990 ha richiamato i militari a una maggiore competenza professionale, a osservare uno stile di lavoro efficiente e una stretta disciplina e a fornire un vigoroso supporto logistico. La guerra del Golfo del 1990 ha evidenziato ai dirigenti cinesi il sovrannumero degli effettivi e l'arretratezza tecnologica rispetto agli altri paesi coinvolti nel conflitto e ha indotto Jiang Zemin a intraprendere la 'rivoluzione negli affari militari', dedicata a un'ulteriore modernizzazione dell'esercito. I successivi interventi nella guerra del Kosovo (1998), nella guerra in Afghanistan (2001-2021) e nella guerra in Iraq (2003-in corso) hanno contribuito a far allineare la tecnologia militare cinese a quelle degli altri eserciti presenti.
A tale scopo, sono stati acquistati dai russi il cacciatorpediniere della classe Sovremenny, i caccia-bombardieri Sukhoi Su-27 e Sukhoi Su-30 e i sottomarini di classe Kilo. Tra le nuove macchine da guerra costruite in Cina vi sono il caccia-bombardiere Chengdu J-10 e il sottomarino di classe Jin, le cui testate nucleari sono in grado di colpire obiettivi situati sull'opposta sponda del Pacifico. Malgrado gli sforzi governativi, parte della stampa cinese ha criticato nel 2010 l'arretratezza degli armamenti cinesi.

## Principali interventi

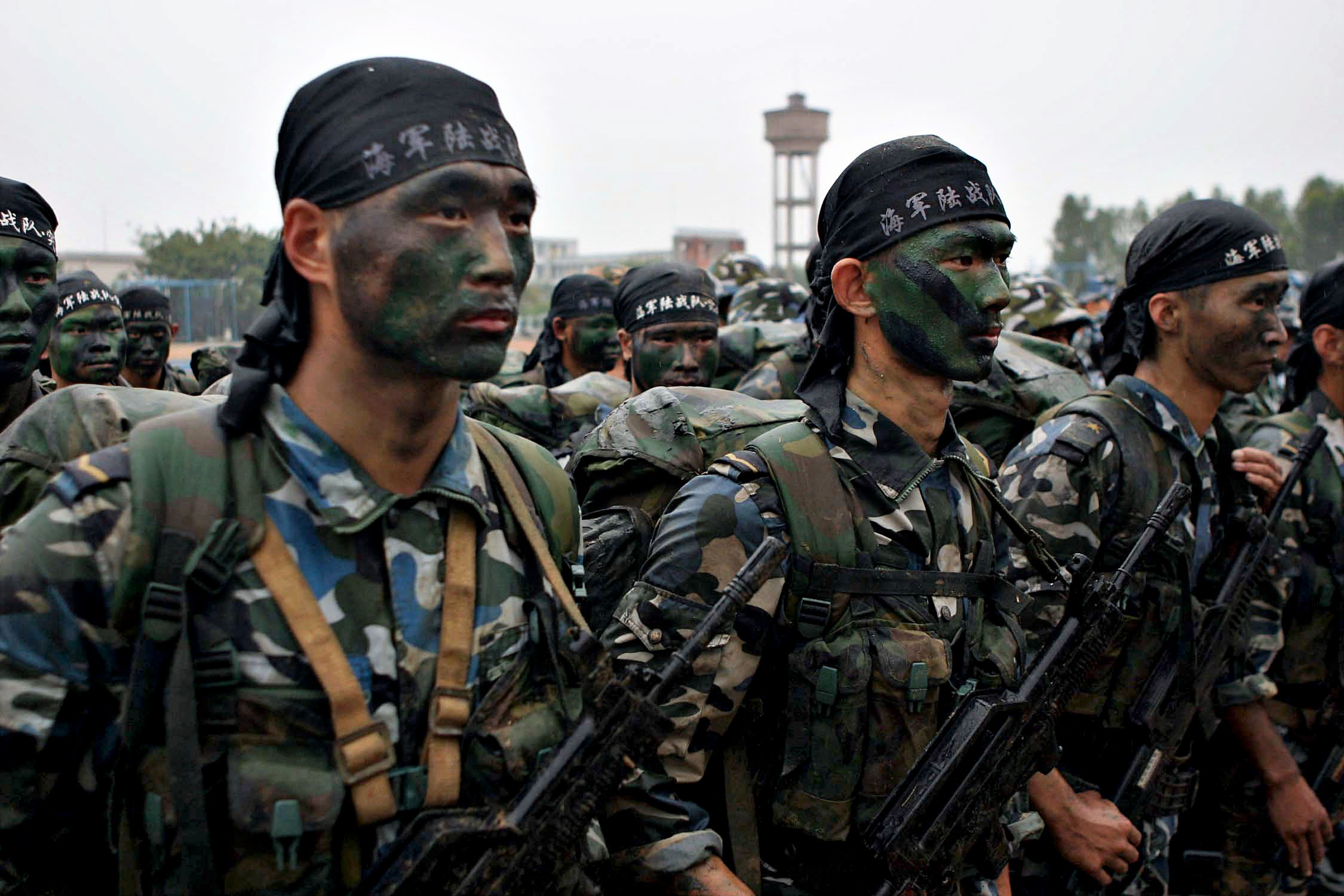
Marines dell'Esercito Popolare di Liberazione

- 1927-1949: guerra civile cinese contro il Kuomintang, come Armata Rossa Cinese
- 1937-1945: seconda guerra sino-giapponese, parte della seconda guerra mondiale contro l'Impero del Giappone, con le truppe dell'Armata Rossa inglobate nell'Esercito Nazionalista
- 1949: incidente dello Yangtze, battaglia contro i britannici sul fiume Azzurro
- 1950-1953: guerra di Corea
- agosto 1954 - maggio 1958: due crisi dello stretto di Taiwan, a Quemoy e nelle isole Matsu
- 1959: occupazione del Tibet
- ottobre-novembre 1962: guerra sino-indiana
- 1965-1970: coinvolgimento nella guerra del Vietnam
- 1967: scontri al confine con l'India
- 1969-1978: crisi di confine sino-sovietica
- 1974: battaglia navale vicino alle isole Paracelso contro il Vietnam del Sud
- 1979: guerra sino-vietnamita
- 1979-1990: scontri di frontiera e in mare con il Vietnam
- 1989: repressione della protesta di piazza Tienanmen
- 1995-1996: terza crisi nello Stretto di Taiwan

## Organizzazione e organici

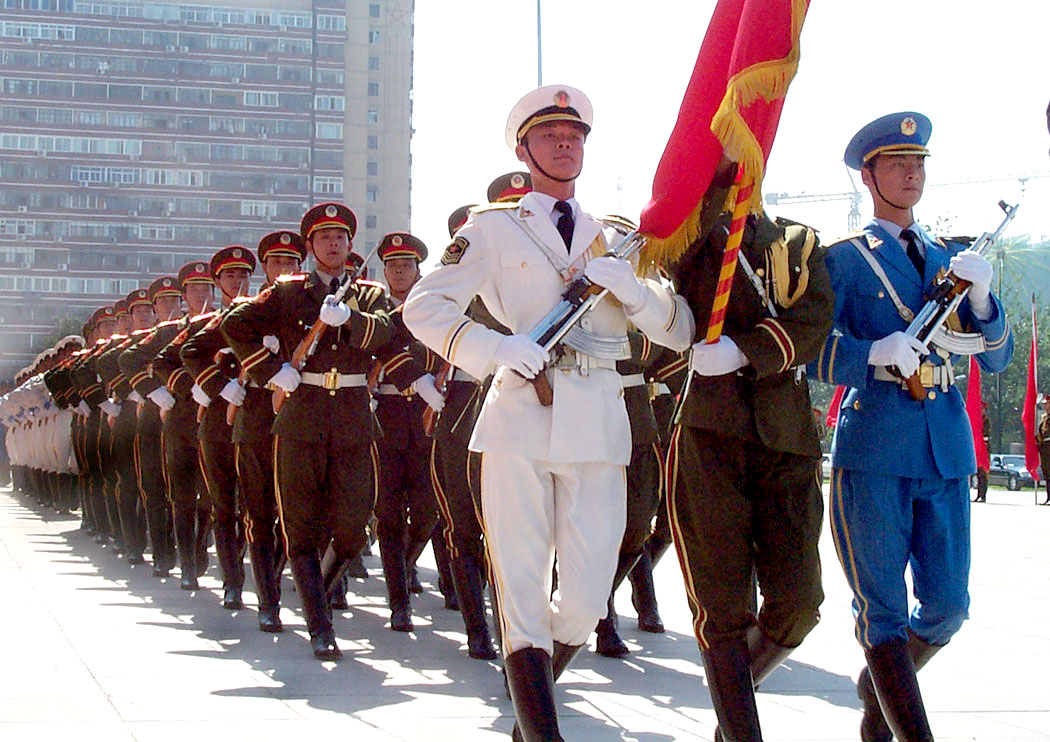
Soldati dell'Esercito Popolare di Liberazione armati di fucile tipo 89 durante una parata

Alla fine del 2001, si stimava che la Cina avesse 2,5 milioni di soldati, di cui circa 1,8 nell'Esercito Popolare di Liberazione, suddiviso in 7 regioni militari. In tali regioni sono presenti 20 Gruppi d'Armata, ognuno dei quali conta su circa 60 000 effettivi. I Gruppi d'Armata sono suddivisi in 44 Divisioni di Fanteria, 5 di Artiglieria e 10 corazzate. Tali unità si suddividono a loro volta in brigate. Vi sono anche tre divisioni aerotrasportate sotto il diretto comando dell'Aeronautica cinese. Le riserve sono ampiamente composte da divisioni di Fanteria, Artiglieria e Contraerei. Tali forze sono stimate essere composte da 1,1 milioni di effettivi. Attualmente le forze armate cinesi sono le più numerose dell'Eurasia con 2 250 000 effettivi, di cui 1 600 000 per l'esercito, 470 000 per l'aeronautica militare e 200 000 nella marina militare.
Vi sono anche le unità paramilitari: la Polizia armata del popolo, le Forze di Difesa della Frontiera e le Forze del Ministero della Difesa Nazionale che comprendono un ampio settore delle riserve strategiche della Cina e un totale di 44 divisioni.
| Esercito Popolare di Liberazione            | Esercito Popolare di Liberazione        |
| ------------------------------------------- | --------------------------------------- |
| Caratteristiche militari                    |                                         |
| Età militare minima                         | 18 anni                                 |
| Numero persone richiamate in caso di guerra | da 18 a 49 anni: 667 657 509 (2003 st.) |
| Pronti per la guerra                        | da 18 a 49 anni: 550 265 789 (2003 st.) |
| Truppe attive di tutte le forze armate      | 2 250 000                               |

### Forze Terrestri dell'Esercito Popolare di Liberazione
Al 2015 le forze armate terrestri ammontano a 18 Gruppi d'Armata.
Un Gruppo d'Armata è un sottoinsieme dell'esercito terrestre, esso riunisce sotto il proprio comando un insieme di divisioni e brigate di diverso tipo: fanteria, fanteria meccanizzata, cavalleria corazzata e aviazione militare. Ciascun Gruppo d'Armata opera all'interno di una delle sette regioni militari definite dall'EPL, che sono: Shenyang, Pechino, Lanzhou, Jinan, Nanchino, Guangzhou e Chengdu. Una porzione assai significativa di assetti militari è dispiegata sull'area dello stretto di Taiwan, in particolare nelle regioni di Nanjing, Guangzhou e Jinan.
Sommando le forze attive in tutti i Corpi d'Armata, si contano un totale di 25 divisioni e circa 101 brigate, così suddivisi: 12 divisioni e 23 brigate di fanteria, 7 divisioni e 25 brigate di fanteria meccanizzata, una divisione e 17 brigate di cavalleria corazzata, 22 brigate di artiglieria, 3 divisioni aviotrasportate, 2 divisioni e 3 brigate anfibie, 11 brigate e reggimenti di aviazione militare. A questi vanno aggiunte due brigate di marines sotto il comando della Marina e il Corpo aviotrasportato dell'Aviazione Militare.
Si tratta di numeri assai ridotti rispetto a quelli di un ventennio fa: ad esempio, nel 1987 si contavano 35 Gruppi d'Armata, 118 Divisioni di Fanteria, 13 divisioni Corazzate e 33 divisioni di Artiglieria, cui si sommavano 71 Reggimenti e 21 Battaglioni indipendenti. Confrontando questi dati si vede come le divisioni, oltre a venire ridotte numericamente, stanno venendo progressivamente affiancate o sostituite dalle brigate. Si tratta di un'importante innovazione per le forze terrestri.
La riforma militare del 2015 voluta da Xi Jinping ha creato cinque Comandi congiunti di teatro (Est, Ovest, Sud, Nord, Centro del paese) che hanno sostituito le precedenti sette regioni militari.

### Marina dell'Esercito Popolare di Liberazione

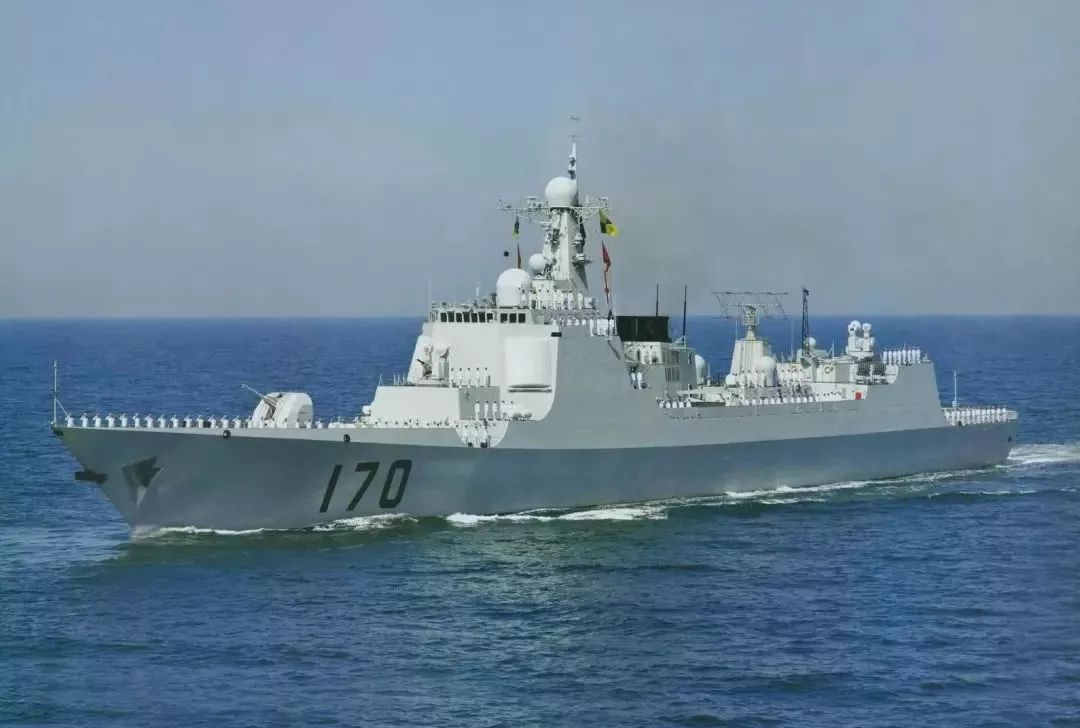
Lanzhou (DDG170), un Type 052C destroyer del PLAN

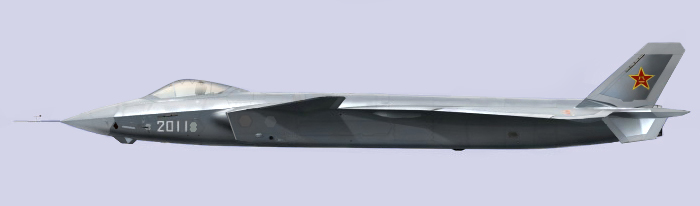
Un caccia stealth da combattimento Chengdu J-20 di quinta generazione in servizio per il PLAAF

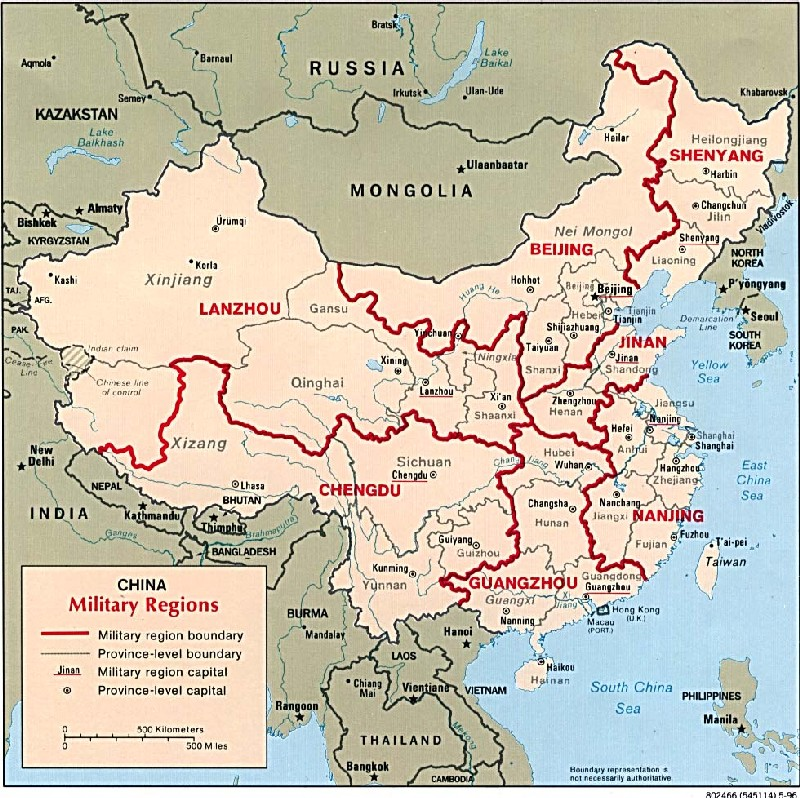
PLA regioni militari (1996)

Marina dell'Esercito Popolare di Liberazione (M.E.P.L. o P.L.A.N.) (cinese semplificato:中国人民解放军海军; cinese tradizionale:中國人民解放軍海軍; Pinyin: Zhōngguó Rénmín Jiěfàngjūn Hǎijūn)
Fino ai primi anni 1990, la Marina Militare cinese ha effettuato un ruolo subordinato alle Forze Terrestri dell'E.P.L.. Da allora ha subito una rapida modernizzazione. La Marina cinese è la terza più potente al mondo composta da 250 000 uomini organizzati in tre grandi flotte: Flotta del Mare del Nord con sede a Qingdao, la Flotta del Mar Oriente sede a Ningbo, e Flotta del Mar del Sud sede a Zhanjiang. Il suo teatro d'operazioni si estende fin dove la Cina ha o andrà ad avere basi d'appoggio Maldive, Bangladesh, Pakistan e Birmania.

### Aeronautica dell'Esercito Popolare di Liberazione
L'Aeronautica dell'Esercito Popolare Cinese di Liberazione (A.E.P.L. o P.L.A.A.F.) (cinese semplificato:中国人民解放军空军; cinese tradizionale: 中國人民解放軍空軍; pinyin: Zhōngguó Rénmín Jiěfàngjūn Kōngjūn), è composta da 250 000 effettivi, 470 000 avieri, con 3 000 aviogetti da combattimento e circa 400 aerei da attacco al suolo. È la più grande forza aerea nella regione Asia-Pacifico, organizzata all'interno delle sette regioni militari con 24 divisioni aeree.

### Forza Missilistica dell'Esercito Popolare di Liberazione
La Forza Missilistica dell'Esercito Popolare di Liberazione (cinese semplificato: 中国人民解放军火箭军; cinese tradizionale: 中國人民解放軍火箭軍; pinyin: Zhōngguó Rénmín Jiěfàngjūn Huǒjiànjūn) prima del 1º gennaio 2016 noto come Secondo Corpo di Artiglieria ( (第二炮兵部队S, Dì èr pàobīng bùduìP) è responsabile dell'arsenale missilistico e nucleare. La Cina ha aderito nel 1992 al Trattato di non proliferazione nucleare. Non ci sono dati ufficiali sul numero di testate atomiche effettivamente operative, ma soltanto stime dei vettori (missili a breve, medio e lungo raggio) attualmente gestiti dal SAC (il rapporto 2015 del Dipartimento della Difesa americano parla di almeno 1 200 SRBM e 50 o 60 ICBM). Vari istituti di monitoraggio delle potenze atomiche stimano il numero di testate nell'ordine delle 240, ma circolano interpretazioni che stimano questa cifra essere assai più alta. Il Secondo Corpo d'Artiglieria ha circa 90 000-120 000 unità operative, suddivise in sei divisioni (basi missilistiche) ciascuna delle quali conta un certo numero di brigate missilistiche, cui fanno capo i diversi battaglioni, ulteriormente divisi in compagnie, ciascuna delle quali gestisce direttamente una o più delle singole piattaforma di lancio (fisse o mobili). Le divisioni sono dispiegate in diverse regioni all'interno del paese, per un totale di 24-25 brigate missilistiche..
Nel 2013 un documento strategico cinese, Science of Military Strategy, sembra aver introdotto alcune novità che modificherebbero la dottrina nucleare della forza missilistica cinese.

### Forza di Polizia Armata del Popolo
La Forza di Polizia Armata del Popolo (abbreviazione: P.A.P. o C.A.P.F.; 中國人民武裝警察部隊T, 中国人民武装警察部队S, Zhōngguó Rénmín Wǔzhuāng Jǐngchá BùduìP) è la forza paramilitare principalmente responsabile dell'applicazione della Legge e della sicurezza interna ed è nell'ambito di un unico sistema a doppia leadership della Commissione Militare Centrale e uffici locali di pubblica sicurezza. La P.A.P. è stata costituita nel 1982 quando l'E.P.L. ha trasferito la propria sicurezza interna e la difesa delle frontiere al Ministero della Pubblica Sicurezza. In tempo di guerra, la P.A.P., è come parte delle forze armate cinesi, può essere utilizzata come Fanteria, svolge la funzione di difesa delle frontiere e di supporto alle forze di terra regolari.
Obiettivo principale delle Forze Terrestri dell'E.P.L., invece, è la difesa nazionale e, raramente è stata utilizzata per la sicurezza interna o per funzioni di polizia.

### Forza di Supporto Strategico dell'Esercito Popolare di Liberazione
Sorta all'inizio del 2016 dopo la riforma delle Forze Armate nel 2015, si occupa di guerra spaziale, guerra cibernetica, guerra elettronica e dello sviluppo nel settore aerospaziale e astronautico. È la principale astronautica militare delle forze armate cinesi.
Nel 2024 ne è stato deciso lo scioglimento e la riorganizzazione in tre distinte unità, chiamate Forza aerospaziale, Forza ciberspaziale e Forza di supporto all'informazione.

### Regioni militari
- regione militare di Shenyang
- regione militare di Pechino
- regione militare di Lanzhou
- regione militare di Jinan
- regione militare di Nanchino
- regione militare di Canton
- regione militare di Chengdu

L'E.P.L. controlla anche la Guarnigione di Hong Kong e la Guarnigione di Macao che sono entrambe sotto l'amministrazione di Canton.

### Basi militari all'estero
Cambogia – Base navale di Ream.
 Gibuti - Base di supporto dell'Esercito popolare di liberazione a Gibuti.
 Tagikistan – Una postazione militare nel sud-est del Gorno-Badachshan.
 Arabia Saudita - Il progetto Golden Wheel della Forza Missilistica dell'Esercito Popolare di Liberazione coopera con i missili balistici a medio raggio DF-3 e DF-21 in Arabia Saudita dall'istituzione della Regia forza missilistica strategica saudita nel 1984 .
 Sri Lanka - Porto di Hambantota nella provincia meridionale dello Sri Lanka.

## Le spese militari
Secondo uno studio della Rand Corporation, che ha pubblicato alcuni dati sugli investimenti cinesi in campo militare, le spese militari della Cina sono superiori del 70% rispetto alle cifre ufficiali dichiarate da Pechino. Lo studio rivela che la Cina spende tra il 2,3 e il 2,8% del Prodotto Interno lordo (PIL) l'anno: nel 2001 la spesa è stata tra i 69 e i 78 miliardi di dollari americani (USD), più del doppio rispetto al 1999. Gli Stati Uniti hanno speso in armamenti circa 430 miliardi di USD nel 2004, ovvero il 3,9 % del Pil. Secondo gli esperti, se il ritmo di crescita delle spese non diminuisce, nel 2025 la Cina spenderà in armi più di quanto spendono tutti gli alleati degli USA. Grazie all'aumento degli investimenti, le industrie di armamenti del Paese sono diventate più efficienti: l'introduzione di sistemi e tecnologie straniere hanno infatti sviluppato la tecnologia informatica, l'ingegneria navale e le tecniche di difesa elettronica. Il ministro delle finanze cinesi, Xiang Huaicheng, ha presentato il 19 maggio un documento di bilancio che prevede un aumento del 14,9% nel 2009 a 480,6 miliardi di yuan. Il documento definisce “necessario” l'aumento per “adattarsi ai cambiamenti della situazione internazionale, salvaguardare la sicurezza nazionale, la sovranità e l'integrità territoriale e aumentare l'efficienza delle forze armate in caso di guerra”.

## Gli investimenti nella tecnologia
Alla metà del 2005, le spese cinesi per le tecnologie evolute hanno raggiunto circa un terzo della quota U.S.A., quindi metà di quella UE. Se si fanno le proiezioni sulle percentuali di spesa militare da qui ai prossimi dieci anni, prevedendo un aumento del 10% della spesa militare in Cina (come avvenuto negli ultimi due anni) e rapportando queste spese cinesi a quelle U.S.A. ferme intorno al 3% annuo, allora la Cina potrebbe arrivare a spendere il 75% del budget della difesa U.S.A. entro il 2015. C'è dunque ampio spazio per una programmazione militare che faccia passare la Cina da grande potenza regionale a superpotenza globale.
Gli aggiornamenti tecnologico-militari di Pechino riguardano in primo luogo la sua forza strategica missilistica, con l'introduzione di una nuova generazione di SLBM (missili balistici lanciati da sottomarini) al duplice scopo di fornire un nuovo strumento di minaccia regionale nelle due aree oceaniche vicine al subcontinente cinese e di produrre una copertura di "seconda salva" nucleare per un eventuale attacco da terra.
Per quanto riguarda la forza aerea la Cina sta acquistando aerei dalla Russia, sta producendo le proprie versioni del SU-27 SK, adattato per missili aria-aria a medio raggio, e sta sviluppando l'FB-7, un bombardiere a medio raggio per azioni contro le flotte avversarie.

## Equipaggiamenti militari

### Marina
Classi e numero di navi:
Portaerei:
- 1 Liaoning

Cacciatorpediniere:
- 2 Project 956 Sovremenny
- 2 Project 956EM Sovremenny
- 13 Type 051 Luda
- 2 Type 052 Luhu
- 1 Type 051B Luhai
- 2 Type 052B Luyang
- 2 Type 052C Luyang II
- 2 Type 051C Luzhou
- 25 Type 052D Luyang

Fregate:
- 11 Type 053H Jianghu I
- 9 Type 053H1 Jianghu II
- 3 Type 053H2 Jianghu III
- 1 Type 053HT-H Jianghu IV
- 6 Type 053H1G Jianghu V
- 4 Type 053H2G Jiangwei I
- 10 Type 053H3 Jiangwei II
- 2 Type 054 Jiangkai I
- 4 Type 054A Jiangkai II
- 1 Type 054B Jiangkai III

SSN:
- 3 dei 5 Type 091 Han
- 1 093 Shang

SSBN:
- 1 Type 092 Xia
- 2+ Type 094 Jin

SSK:
- 8 Type 033 Romeo
- 15 Type 035 Ming
- 16 Type 039 Song
- 14 classe Kilo: 4 Type 877EKM e 9 Type 636 aggiornati
- 1+2 classe Yuan

SSG:
- 1 (almeno) Project 629

Navi ASW:
- 20 Haiqing, 2 Haijiu, 13 Haizhui Type 062-I, 40 (+molte in riserva) Hainan Type 037, 20 Kronštadt (in riserva).

Navi missilistiche:
- 40+ altre Type 022 Houbei, 5 Houjian Type 037-II, 24 Houxin Type 037-IG, 1 Houdong, 40 aggiornate (+ almeno 60 in rieserva) Type 021 Huangfeng (Osa-I), 1 Hola, 1 China Cat C 14), 20+50 in riserva Heku/Hegu/Houku/Hougu (Type 024, AKA Komar)

Motorsiluranti:
- 20+100 in riserva Huchuan Type 025, 50 in riserva P 4, 2 P 6

Cannoniere:
- 2 Shanghai III Type 062-I class gunboats - 2, 150 (+100 in riserva) Shanghai I & Shanghai II Type 062, 8+ Huludao Type 206, 25 (in riserva) Shantou, > 30 Beihai, > 15 Huangpu, > 40 Yulin

Pattugliatori:
- 4 da 80 t

Cacciamine, dragamine e posamine:
- 1 Wochi (cm), 2 Wozang (cm), Wolei (pm), 14+26 in riserva Type 010 (dm), >5 T-43 (dm) in riserva, 9+ Wosao (cm), 20 (in riserva) Fushon (cm), ex-Shanghai II, 4+42 in riserva Futi (Type 312) (dm), +80 navi pescherecci convertiti in dragamine, e drone, tutti in riserva.

Navi anfibie:
- 1 Type 071 Yuzhao, LPD
- 7 Type 072 Yukan
- 9 Type 072II Yuting I
- 9+ Type 072III Yuting II
- 31 Type 079
- 13 Type 074
- 3 Type 073
- 11 Type 073IV Yunshu

Mezzi da sbarco:
- 100 Type 271 Yupen, 200~300 Type 067 Yunnan, 30+ Type 068/069 Yuch'in, 10+ NEW Yubei

Trasporti truppe:
- 4 Qiongsha

Navi ospedale:
- 2 Qiongsha class

Trasporti:
- 3 Fuchi Qiandaohu, 2 Fuqing Taikang, 1 Fusu Nancang, 8 Fulin, 2 Shengli, 7 Fuzhou, 5 Canton, ? Fujian, Fubei, ? Fuchang

Sostegno alla flotta:
- 2 Dayun, 2 Yantai, 13 Danlin, 3 Dandao, 5 Hongqi, 9 Leizhou, 1 Daishandao, 1 Yanbing, 3 Yanha, 3 Dajiang, 1 Yudong, 1 Dazhi, 2 Dazhou, 4 Daliang, 2 DSRV

Addestramento ed esperimenti:
- 1 Shichang, 1 Zhenghe, 2 Dahua, 4 Yuanwang(+1), 1 Shiyan, 1 Ganzhu, 5 Yenlai, 6 Yannan, 4 Tuzhong, 1 Daozha, 17 Gromovoy, 9 Hujiu, 19 Roslavl.

#### Aviazione navale
Funzioni: difesa aerea, pattugliamento ASW, difesa aerea costiera, attacco antinave; secondariamente trasporto, addestramento, SAR, trasporto d'assalto e supporto anfibio, interdizione.
- Totale forze dell'Aviazione Navale: 25.000 e 800 aerei.
- aerei di prima linea: 40 Q-5, 25 SU-30MK2, HZ-5, H-6, J-7, J-8II
- pattugliatori Y-8MPA, Y-8J (AEW), Be-6, e SH-5
- elicotteri Changhe Z-8, Harbin Z-9, Ka-28, Z-9C,
- addestramento e trasporti: Y-7 An-24, CJ-6 Yak-18A, JJ-6, JJ-7, Mi-8, An-26, Y-8 (An-12)
- riserva: H-5, J-6.

#### Marina
2 brigate da 6.000 elementi; in caso di guerra mobilitabili fino a 28.000 effettivi.
- 1ª e 2ª Brigata Marina, basate a Zhanjiang.

Ognuna costituita da:
- 1 rgt corazzato con due battaglioni su carri leggeri anfibi Type63* 3 rgt meccanizzati con 2 btg l'uno su Type 86 o 63/89
- btg d'assalto anfibio (750 effettivi)
- btg SOF
- btg missili (HJ-8 e HJ-73 ATGM, e NH-5 SAM portatili)
- btg genio/NBC
- btg comunicazioni ed EW

Armi: fucili Type 95, mitragliatrici Type 95, missili ATGW HJ-8 e HJ-73
Corazzati: carri anfibi leggeriZBD2000, Type 63 e 63A; carri leggeri Type 62, PAC Type 63, 77, 85/89, 86, WZ551 (ruotato).
ZBD2000 Amphibious Tank
Artiglieria:
Type 89 semovente da 122 mm, più presumibilmente armi pari calibro trainate e mortai, tra cui quelli da 120 mm.

### Esercito
Attualmente si valuta in circa 1,25 milioni di effettivi con 6947 carri armati e 7953 pezzi di artiglieria.
Al 2015 si contano 18 gruppi d'armata, costituiti da 25 divisioni e circa 101 brigate, cui si aggiungono due brigate di marines sotto il comando della marina e la 15sima forza aerea dell'Aviazione Militare.
Equipaggiamenti:
- Pistole: QSW-06 silenziate da 5,8 mm, pistole QSZ-92 da 5,8 e 9 mm; type 84, 77, 67 (silenziata), 64 54 e 51 da 7,62 mm; Type 54 Makarov. Mitra CF-05, JS 9 da 9 mm, QCW-05 e QCQ-05 da 9 mm; Type 64, 79, 8 da 7,62 mm.
- Fucili d'assalto: QBZ-95, QBZ-03 da 5,8 mm; Type 86, QBZ56C, Type 86, 81, 63, 56 da 7,62 mm; Type 87 da 5,8 mm; CQ da 5,56 mm (M16 clonato).
- Fucili di precisione: LR2Z, AMR-2, JS 05 da 12,7 mm, JS, Type 85 e 79 da 7,62 mm, QBU-88 da 5,8x42 mm
- Mitragliatrici: QJG02 da 14,5 mm; QBB, QJY-88 da 5,8 mm, QJZ-89, W85m Type 85, Type 77 da 12,7 mm; Type 80, 67, 58, 57 e 53 da 7,62 mm
- Lanciarazzi c.c. PF-98 e Queen Bee da 120 mm, PF-97 e 89 da 80 mm; FHJ-84 da 62 mm; Type 98, 78, 65, 79, 69, 56, 65, 52, 36.
- Lanciagranate automatici: LG-1, LG-2, LG-3, QLT-89, QLB-06, QLZ-87, Type 87
- Granate a mano: Type 90 e 69 da 40 mm (per fucile e lanciagranate); WY-91, Type 86, 82-2, 79 e 77-1
- Mortai: Type 86 da 120 mm, 89 e 80 da 100 mm, 82, 87, 84 da 82 mm, 90 e 93 da 60 mm.
- Lanciafiamme: Type 58 e 74
- Armi antiaeree: QJG-02, Type 58, 75 e 80 da 14,5 mm; Type 77, 59 e 54, e QJZ-89 da 12,7 mm
- MBT: 500 Type 99, pochi Type 98, 2.500-3.000 Type 96, 88 (500), 85 (450), 80, 79 (300), 69 (300), 62, 59, 58.
- Carri leggeri e anfibi: ZBD2000, Type 63A, 63 e 62 (rispettivamente 300, 500 e 400)
- Mezzi per la Fanteria: veicoli 6x6 e 8x8 di nuova generazione; ZBD2000 e ZLC2000 (risp. anfibio e aerotrasportabile); ZBD-97 (IFV), ZSL.93, Type 91, 90, 92, 86 (circa 1.000) Type 63, 77, 8, 85, 89, ZSL-92, 93, Type 90, WZ550, QL550, ZDB05, VN3.
- Razzi d'Artiglieria: SY-400, WS-1 (da 320 mm), A.100 (300 mm, 10 tubi); WM-80 da 273 mm, WM-40 e Type 83 da 273 mm, Type 85, Type 82 da 130 mm, Type 90 e 89 da 40x122 mm, WS-2 da 320 e 400 mm, Type 63 da 130 mm, Type 63 da 107 mm, PHZ-89, Type 90 e 81 da 122 mm.
- Artiglierie: trainate PLZ-05, 04, 52 e semoventi PLZ-45 da 155 mm, YW323 da 122 mm, Type 89 da 122 mm, BK1990 da 120 mm. SEmoventi Type 90 e 70 da 122 mm. Trainati Type 66 da 152 mm, Type 59 da 130 mm, Type 85 da 122 mm. Portamortai anfibi YW382 e 383 da 120 e 82 mm rispettivamente.

Altri tipi: PLL01 da 155 mm, Type 89, 83 (152 mm) ecc. Cannoni c.c. Type 73 e 86, PTL-02 da 100 mm, Type 75 da 105 mm e Type 89 da 120 mm.
SH1 - 155 mm
- Semoventi a.a.: Type 95 (4x25 +4 IR missili), Type 80 (2x57 mm), Type 63 (2x37 mm), PGZ-95 (4x25 mm), PGZ-88 (2x37 mm), WZ554 (2x23 mm).
- Flak trainata: Type 90 (2x35 mm GDF), 85 (2x23), 87 (2x25), 72 (85 mm), 59 (57 mm), 65/74 (2x37 mm), 59 (100 mm), LD-2000 (gatling da 7 canne calibro 30 mm).
- SAM: HQ-12, 2J, S-400, HQ-10, SA-15 (35 sistemi), HQ-7 (Crotale); HQ-9, HQ-15(SA-10), KS-1, HQ-61B, HQ-64, TY-90, LP-9, LY-60/FD-60/PL-10 (Aspide), HQ-12 (aggiornamento dell'HQ-1 su veicolo; si tratta di un SA-2 prodotto su licenza su affusto cingolato); FL-3000, SG-II, LS ADS, YT ADS, QW-1, 18, 11, 3, 4 ecc.
- Mezzi ausiliari: gettaponte (su base Type 69) Type 84, ARV Type 653 e 59 (scafi Type 69 e 59), YW 703 (su YW 534), Type 85 (YW 531H), Type 85, WZ 701, 506 ecc. Mezzi portamunizioni Type 77-2 (su base Type 77), WZ 751, Type 77 ecc. Bv206 da nve e anfibi. Type 77 e 60 (trattori). Autocarri Type 82, TA580, TAS5450, TAS5500 (da 28 t, 10x10), TAS5570 (30 t, 10x10), AS5690 (42 t, 12x12). Ancora i veicoli WA2300 (6x6), AS2400 (8x8), WS2500 (10x8) da 20 t; XC2200 da 7,5 t, SX250 da 5 t 6x6, CA141, EA240 da 2,5 t, EQ 2050A 'Hummer', NJ2045 da 1,5 t BJ232 da 0,5 t (ecc).
- velivoli: WZ-10 da attacco, WZ-9 multiruolo, Mi-6, 8 e 17, S-70C, Z-8A, SA 318 e 341.

### Aeronautica
- 2 corpi aerei (15 e 16o).

Ordine di Battaglia delle Forze Aeree dell'Esercito Popolare di Liberazione:
- Regione Militare di Pechino:

7th Fighter Division,
15th Fighter Division,
24th Fighter Division
34th Transport Division
- Regione Militare di Chengdu:

33rd Fighter Division,
44th Fighter Division,
- Regione Militare di Canton:

2nd Independent Regiment,
2nd Fighter Division,
8th Bomber Division,
9th Fighter Division,
13th Transport Division,
18th Fighter Division,
35th Fighter Division,
42nd Fighter Division
- Regione Militare di Jinan:

1st Independent Regiment,
5th Attack Division,
12th Fighter Division,
19th Fighter Division,
31st Fighter Division,
- Regione Militare di Lanzhou:

6th Fighter Division,
36th Bomber Division,
37th Fighter Division
- Regione Militare di Nanchino:

3rd Independent Regiment,
3rd Fighter Division,
10th Bomber Division,
14th Fighter Division,
26th Fighter Division,
28th Attack Division,
29th Fighter Division
- Regione Militare di Shenyang:

1st Fighter Division,
4th Independent Regiment,
4th Fighter Division,
11th Attack Division,
21st Fighter Division,
22nd Attack Division,
30th Fighter Division,
39th Fighter Division
- Esercito Popolare di Liberazione:

15th Airborne Corps,
16th Airborne Corps,
43rd Airborne Division,
44th Airborne Division,
45th Airborne Division

### Dotazione aeromobili

#### Componente ad ala fissa
Oltre 130 Shenyang J-11 di cui 96 A e oltre 25 B; Oltre 120 Chengdu J-10 tra A e B; Shenyang J-8B, D, H, F (400); JZ-9, Joint Fighter JF-17 Thunder, J-7 (oltre 1.500). 100 Sukhoi Su-30 MKK e MK 2; 120 Xian H-6, 120 Xian JH-7A; 480 Nanchang Q-5. Addestratori JL-9, L-15, CJ-6. Trasporti Harbin Y-11, 12, 9, Il-76 (30 e passa), Harbin Y-8 (oltre 80), Y-14, Shijiazhuang Y-5 (300 su base Antonov An-2), Y-7 (su base Antonov An-24), Y-7H (Antonov An-26); 16 Tu-154M.
Awacs e simili: KJ-2000, Y-8, KJ-200.
Mezzi avanzati: WZ-2000, un UCAV; UAV a lungo raggio Yilong, SH-1, Dufeng, WZ-5. Altri ancora comprendono l'Harpy israeliano (UCAV), ASN-206, 207, 104, 105, 15, i bersagli TH-1, J-7, ASN-7 e 9, J-5 ASN-2, CK-1.

#### Componente ad ala rotante
Elicotteri: WZ-10, oltre 50 WZ-9, 20 Z-11W, 15 Z-8, oltre 100 Z-9, 20 Mi-8, 240 Mi-17 comprati più quelli su licenza, per sostituire i vecchi Z-5 (Mi-4). 24 S-70.

### ICBM
- Dongfeng DF-5 - 24~36
- Dongfeng DF-31 - 8~12
- Dongfeng DF-41 - ?
- Dongfeng JL-1 - ?
- Dongfeng JL-2 - ?

### IRBM/MRBM
- Dongfeng DF-1 - Retired
- Dongfeng DF-2 - Retired
- Dongfeng DF-3A - 15~30
- Dongfeng DF-4 - 20
- Dongfeng DF-21 - 60~80
- Dongfeng DF-21 Anti-Ship Ballistic Missile - ?
- Dongfeng DF-25 - Unknown

### SRBM
- B-611 - ?
- DF-11 - 600+
- DF-15 - 300+